# مخيم بيت جبرين (بيت لحم)
أُقيم مخيم بيت جبرين (العزة) عام 1949، بمحافظة القدس، جنوب مدينة بيت لحم، حيث كانت مساحته، عند الإنشاء، حوالي 24 دونماً، وصلت إلى 135 دونماً، وبلغ عدد السكان 1499 نسمة، حسب إحصاءات 1995. وهو، كغيره من المخيمات، يعاني نقصاً في كل الخدمات، سواء التعليمية، أو الصحية، أو المرافق.